# 格洛斯特鎮區 (新澤西州)
格洛斯特鎮區（英語：Gloucester Township）是位於美國新澤西州康登縣的一個鎮區。

## 地方資料
格洛斯特鎮區的面積為60.34平方千米，當中陸地面積為59.45平方千米，而水域面積為0.88平方千米。根據2020年美國人口普查的數據，當地共有人口66034人，而人口密度為每平方千米1,094.37人。